# عشق و عصیان
عشق و عصیان نام یک کتاب ادبی است که توسط آناتول فرانس، نویسندهٔ اهل فرانسه نوشته شده‌است. این کتاب یکی از آثار ادبی برجستهٔ جهان است نام دیگر این کتاب زنبق سرخ میباشد.